# Jaskinia Zakopiańska
Jaskinia Zakopiańska (Wielka Upłaziańska) – jaskinia w Dolinie Kościeliskiej w Tatrach Zachodnich. Wejście do niej znajduje się w lewym orograficznie zboczu górnej części Żlebu pod Wysranki na wysokości 1350 metrów n.p.m. w pobliżu Jaskini przy Sikawce i północno-wschodniego otworu Jaskini Czarnej. Długość jaskini wynosi 46 metrów, a jej deniwelacja 12 metrów. 

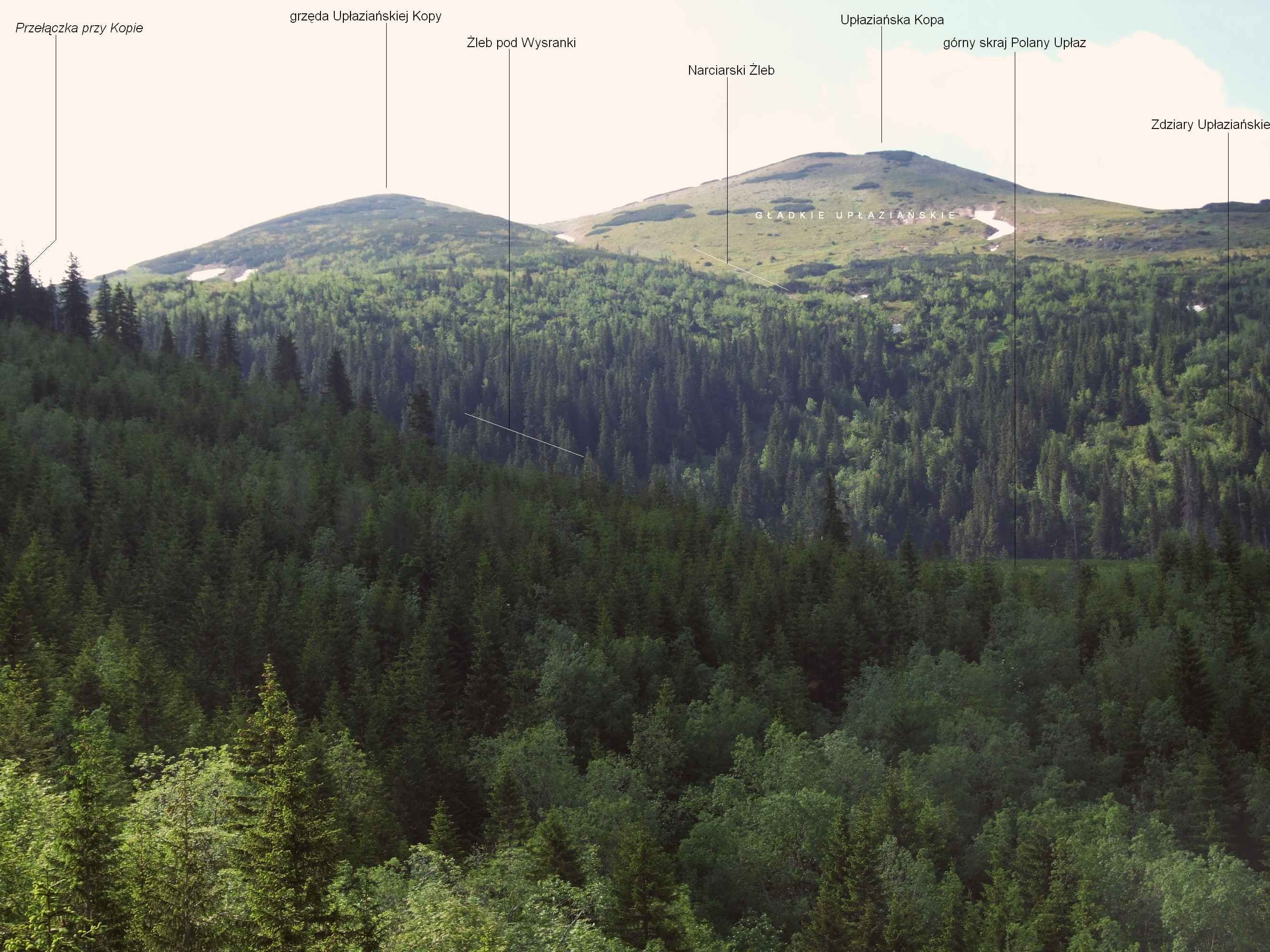
Na wprost Żleb pod Wysranki

## Opis jaskini
Główną częścią jaskini jest duża sala (9 metrów długości, 5 metrów szerokości) połączona ciasnym 2-metrowym przełazem z niewielką salką. Sale znajdują się zaraz przy otworze wejściowym. Jest on podzielony na dwie części. Jedną częścią wchodzi się do dużej sali, drugą do niewielkiej salki. 
Z dużej sali idzie ciasny, 15-metrowej długości korytarz, z licznymi zaciskami, do małej salki w której zaczyna się 5-metrowy ciąg kończący się zawaliskiem. Po drodze w bok odchodzi krótki szczelinowy korytarzyk.

## Przyroda
Jaskinia jest prawdopodobnie fragmentem Jaskini Czarnej.
Można w niej spotkać mleko wapienne, drobne stalaktyty, stalagmity oraz nacieki grzybkowe. 

## Historia odkryć
Otwór jaskini, zasypany częściowo gruzem skalnym, był prawdopodobnie znany od dawna. W 1965 roku rozpoczęli go odkopywać J. Grodzicki, J. Rudnicki i E. Winiarski. Przez następne lata odkopywanie, również częściowo zasypanych sal i korytarzy, kontynuowali grotołazi z Warszawy i Zakopanego. 
R. Kujat opublikował w 1979 roku plan jaskini oparty na pomiarach W.W. Wiśniewskiego i własnych.